# نیهرن
نیهرن (به فرانسوی: Niherne) یک کمون در فرانسه است که در اندر واقع شده‌است. نیهرن ۴۲٫۸۷ کیلومتر مربع مساحت و ۱٬۵۵۴ نفر جمعیت دارد و ۱۳۰ متر بالاتر از سطح دریا واقع شده‌است.